# پارک ملی مشچیورا
پارک ملی مشچیورا (انگلیسی: Meshchyora National Park) یک پارک ملی حفاظت‌شده در استان ولادیمیر کشور روسیه است.